# Gunilla Hansson
Gunilla Hansson (nacida el 14 de noviembre de 1939 en la parroquia de Sofía en Estocolmo) es una ilustradora sueca y autora de libros para niños.

## Trayectoria
Gunilla Hansson nacida el 14 de noviembre de 1939 en la parroquia de Sofía en Estocolmo. 
Es hija de los chambelanes Nils Thore Cederholm y Gun Elving. 
Recibió educación textil, publicitaria y artesanal de libros en la Escuela de Arte y la Escuela Superior de Arte y Diseño desde 1955 a 1961. 
Hansson se convirtió en diseñadora gráfica en la editorial Bonnier en 1961 y pasó a trabajar como autónoma en 1965. 
Sus libros han sido traducidos al danés, noruego, finlandés, inglés, español, francés, feroés, islandés y varios idiomas. 
Gunilla Hansson ha estado haciendo ilustraciones para el Libro de la Escuela Infantil de Suecia desde 1989.
Hansson junto con Grethe Fagerström ganó el "Deutscher Jugendliteraturpreis" (Premio Alemán de Literatura Juvenil) 1980 por el libro "Per, Ida och Minimal".
Hansson desde 1964 a 1982 estuvo casada con el profesor de arte y autor Hasse Hansson (nacido en 1940). También han colaborado en sus escritos.

## Publicaciones seleccionadas
- «Per, Ida & Minimum» - Per, Ida & Minimal, un libro sobre estar juntos, autora Grethe Fagerström, Gävle Skolförlaget 1978.
- «Nu ska här bli andra bullar!» - ¡Ahora habrá otros bollos aquí!, Cikada 1980 ISBN 91-7904-107-8.
- «Snart ska vi simma» - Pronto nadaremos, Cikada 1986 ISBN 91-42-00069-6.
- «Pomonas äppelbok» - El libro de manzanas de Pomonas, autora Görel Kristina Näslund,[3] 1986.
- «Pomonas rosenbok» - El libro de rosas de Pomonas, autora Görel Kristina Näslund, 1988 ISBN 91-48-51603-1.
- «Julstök hos Max och Mia» - Fiesta de Navidad en Max and Mia, prensa del 88 de abril de 1989 ISBN 91-87768-01-1.
- «Godnatt har jag sagt (och Skratta lagom åt farmor)» - Buenas noches he dicho (y ríe a tiempo para la abuela), 18 de abril, prensa 1989 ISBN 91-7904-151-5.
- «Snart har vi en baby!» - ¡Pronto tendremos un bebé!, 18 de abril prensa 1997 ISBN 91-29-66789-5.